# Gunhild Sehlin
Gunhild Sehlin (* 10. Dezember 1911 in Eksjö; † 13. Juli 1996 in Vittsjö) war eine schwedische Pädagogin und Kinderbuchautorin.

## Leben und Werk
Nach ihrem Examen 1935 unterrichtete Sehlin zunächst als Volksschullehrerin in Hultatorp, ab 1954 in Vittsjö, einem kleinen Ort im Nordosten der südschwedischen Provinz Skåne. Später arbeitete sie für das schwedische Kinderhilfswerk IM - Individuell människohjälp mit behinderten Kindern in Jerusalem, dann in der jordanischen Hauptstadt Amman. 
International bekannt wurde Sehlin mit ihrem Kinderbuch-Klassiker Marias lilla åsna (dt.: Marias kleiner Esel) und der Fortsetzung  Åsnan och barnet (deutsch: Flucht nach Ägypten). Die Erzählung, die heute in viele europäischen Sprachen übersetzt ist, wurde 1962 in Deutschland veröffentlicht. Zwischenzeitlich liegt das Buch in deutscher Übersetzung in der 34. Auflage vor. Die ARD und der Kinderkanal zeigten die Geschichte von Marias kleinem Esel in der Weihnachtszeit 2004/2005 als achtteilige Zeichentrickserie in der Sendung mit der Maus. 
Erzählt wird die Weihnachtsgeschichte aus der Sicht eines vermeintlich faulen und störrischen kleinen Esels aus Nazareth, den der Zimmermann Josef seiner schwangeren Frau Maria schenkt. Die beiden erkennen schnell, dass der Esel ein cleveres Tier ist. Als Josef und Maria auf Geheiß des römischen Kaisers nach Bethlehem ziehen müssen, gelingt es nur mit der Hilfe des Esels.

## Werke
- Snapphaneborgen (dt. Die Räuberburg am Hultasee), 1959
- Pelle snapphane, 1961
- Brotrollen (dt. Die Brückentrolle), 1961
- Hassan, flyktingpojken (dt. Hasan), 1963
- Här bor jag mitt i skogen, 1966
- Uppdrag i Jerusalem, 1968
- Här hände det, 1971
- Flickan fran Betlehem och Jesusbarnet (dt. Janan aus Bethlehem), 1972
- Jona har många varför, 1992